# Lomben, Lappland
Lomben är en sjö i Gällivare kommun i Lappland och ingår i Kalixälvens huvudavrinningsområde. Sjön har en area på 0,294 kvadratkilometer och ligger 191,1 meter över havet. Lomben ligger i Torne och Kalix älvsystem Natura 2000-område.

## Delavrinningsområde
Lomben ingår i det delavrinningsområde (739519-177487) som SMHI kallar för Ovan Rautibäcken. Medelhöjden är 215 meter över havet och ytan är 23,49 kvadratkilometer. Räknas de 15 avrinningsområdena uppströms in blir den ackumulerade arean 126,46 kvadratkilometer. Bönälven som avvattnar avrinningsområdet har biflödesordning 4, vilket innebär att vattnet flödar genom totalt 4 vattendrag innan det når havet efter 166 kilometer. Avrinningsområdet består mestadels av skog (54 procent) och sankmarker (41 procent). Avrinningsområdet har 0,29 kvadratkilometer vattenytor vilket ger det en sjöprocent på 1,2 procent.